# Жарковский муниципальный округ
Жарко́вский муниципальный округ — административно-территориальная единица (муниципальный округ) в Тверской области России.
Административный центр — посёлок городского типа Жарковский.

## География
Расположен на юго-западе области и граничит:
- на северо-востоке — с Нелидовским районом,
- на востоке — с Бельским районом,
- на западе — с Западнодвинским районом,
- на юге — со Смоленской областью (Духовщинским, Демидовским и Велижским районами).

Площадь составляет 1625 км².
Основные реки — Межа, Обша, Велеса, Туросна. Озёра — Щучье, Жарки, Емлень, Орехово, Бездонное.
На территории района расположена большая болотная система Пелецкий Мох.

## История
До Октябрьской революции 1917 г. территория района входила в три уезда Смоленской губернии (Бельский, Поречский и Духовщинский) и один (Велижский уезд) Витебской губернии. В 1929 г. вся территория вошла в Западную область. В 1935 г. Жарковский сельсовет оказался в границах вновь созданной Калининской области, а остальные сельсоветы в Смоленской области.
С лета 1941 по февраль 1942 г. посёлок Жарковский был оккупирован немецко-фашистскими войсками. На территории района в августе 1941 г. начался знаменитый рейд под командованием генерала Л. М. Доватора. Группа с боями прошла сотни километров и вышла снова к Жаркам.
В марте 1945 г. создан Жарковский район, относившийся к Великолукской, а после её ликвидации в 1957 г. — к Калининской области. 12 января 1960 года район упразднён, а его сельсоветы переданы Нелидовскому, Бельскому и Октябрьскому районам. В декабре 1973 года район восстановлен в составе девяти сельсоветов и Жарковского поселкового совета.
28 июля 2022 года Жарковский муниципальный район был преобразован в Жарковский муниципальный округ.

## Население
| 1959   | 1979    | 1989    | 2002  | 2006  | 2009  | 2010  | 2011  | 2012  |
| ------ | ------- | ------- | ----- | ----- | ----- | ----- | ----- | ----- |
| 19 670 | ↘13 535 | ↘10 763 | ↘7631 | ↘6900 | ↘6400 | ↘6132 | ↘6101 | ↘5890 |
| 2013   | 2014    | 2015    | 2016  | 2017  | 2018  | 2019  | 2020  | 2021  |
| ↘5700  | ↘5500   | ↘5280   | ↘5004 | ↘4828 | ↘4684 | ↘4474 | ↘4350 | ↘4258 |

### Урбанизация
Городское население (пгт Жарковский) составляет  69,33 % от всего населения района.
Гендерный состав
По данным переписи 2002 года население составило 7631 житель (3479 мужчин и 4125 женщин).

### Национальный состав
По итогам переписи населения 2020 года проживали следующие национальности (национальности менее 0,1 % и другое, см. в сноске к строке «Другие»):
| Национальность | Численность, чел. | Доля     |
| -------------- | ----------------- | -------- |
| Русские        | 4139              | 97,21 %  |
| Украинцы       | 21                | 0,49 %   |
| Другие         | 98                | 2,30 %   |
| Итого          | 4258              | 100,00 % |

## Административно-муниципальное устройство
До 2022 года в Жарковский муниципальный район входили 4 муниципальных образования, в том числе одно городское и 3 сельских поселения:
| №        | Муниципальное образование         | Административный центр | Количество населённых пунктов | Население (чел.) | Площадь (км²) |
| -------- | --------------------------------- | ---------------------- | ----------------------------- | ---------------- | ------------- |
| 1e-06    | Городские поселения:              |                        |                               |                  |               |
| 1        | посёлок Жарковский                | пгт Жарковский         | 3                             | ↘3064            | 7,28          |
| 1.000002 | Сельские поселения:               |                        |                               |                  |               |
| 2        | Жарковское сельское поселение     | деревня Зеленьково     | 26                            | ↗227             | 922,21        |
| 3        | Новосёлковское сельское поселение | посёлок Новоселки      | 33                            | ↘478             | 437,30        |
| 4        | Щучейское сельское поселение      | деревня Щучье          | 43                            | ↘489             | 258,70        |

В январе 2006 года в муниципальном районе сперва было образовано 1 городское поселение и 5 сельских поселений. В апреле 2013 года были упразднены 2 сельских поселения: Сычёвское (включено в Новосёлковское) и Троицкое (включено в Щучейское).

## Населённые пункты
В Жарковском районе 105 населённых пунктов.
| №   | Населённый пункт  | Тип     | Население | Муниципальное образование         |
| --- | ----------------- | ------- | --------- | --------------------------------- |
| 1   | Абрамовщина       | деревня | 0         | Новосёлковское сельское поселение |
| 2   | Агеево            | деревня | 0         | Щучейское сельское поселение      |
| 3   | Аксёново          | деревня | 0         | Щучейское сельское поселение      |
| 4   | Амшара            | деревня | 0         | Жарковское сельское поселение     |
| 5   | Афонино           | деревня | 0         | Жарковское сельское поселение     |
| 6   | Барсуки           | посёлок | 15        | посёлок Жарковский                |
| 7   | Барсуки           | деревня | 1         | Жарковское сельское поселение     |
| 8   | Белейка           | деревня | 0         | Новосёлковское сельское поселение |
| 9   | Березовка         | деревня | 0         | Новосёлковское сельское поселение |
| 10  | Берково           | деревня | 8         | Щучейское сельское поселение      |
| 11  | Боброво           | деревня | 0         | Щучейское сельское поселение      |
| 12  | Бобыльщина        | деревня | 0         | Жарковское сельское поселение     |
| 13  | Большая Железница | деревня | 24        | Новосёлковское сельское поселение |
| 14  | Бубново           | деревня | 0         | Жарковское сельское поселение     |
| 15  | Булатово          | деревня | 0         | Новосёлковское сельское поселение |
| 16  | Булыки            | деревня | 0         | Щучейское сельское поселение      |
| 17  | Бухоново          | деревня | 14        | Щучейское сельское поселение      |
| 18  | Василево          | деревня | 0         | Щучейское сельское поселение      |
| 19  | Волково           | деревня | 1         | Щучейское сельское поселение      |
| 20  | Вороны            | деревня | 92        | Щучейское сельское поселение      |
| 21  | Гаево             | деревня | 6         | Щучейское сельское поселение      |
| 22  | Гараж             | посёлок | 46        | Жарковское сельское поселение     |
| 23  | Гатино            | деревня | 1         | Новосёлковское сельское поселение |
| 24  | Горбачево         | деревня | 7         | Жарковское сельское поселение     |
| 25  | Горки Горбуси     | деревня | 0         | Щучейское сельское поселение      |
| 26  | Гороватка         | деревня | 139       | Щучейское сельское поселение      |
| 27  | Городки           | деревня | 1         | Щучейское сельское поселение      |
| 28  | Горы              | деревня | 19        | Щучейское сельское поселение      |
| 29  | Гряда             | деревня | 0         | Жарковское сельское поселение     |
| 30  | Гряда             | деревня | 5         | Щучейское сельское поселение      |
| 31  | Данилино          | деревня | 83        | Жарковское сельское поселение     |
| 32  | Добрино           | деревня | 0         | Щучейское сельское поселение      |
| 33  | Дубоцкое          | деревня | 70        | Новосёлковское сельское поселение |
| 34  | Дуброво           | деревня | 0         | Щучейское сельское поселение      |
| 35  | Ермошки           | деревня | 5         | Жарковское сельское поселение     |
| 36  | Жарковский        | пгт     | ↗2952     | посёлок Жарковский                |
| 37  | Заборы            | деревня | 0         | Жарковское сельское поселение     |
| 38  | Задорье           | деревня | 5         | Щучейское сельское поселение      |
| 39  | Зеленьково        | деревня | 34        | Жарковское сельское поселение     |
| 40  | Ижорино           | деревня | 1         | Щучейское сельское поселение      |
| 41  | Каленидово        | деревня | 0         | Щучейское сельское поселение      |
| 42  | Камино            | деревня | 0         | Новосёлковское сельское поселение |
| 43  | Кащёнки           | посёлок | 40        | Жарковское сельское поселение     |
| 44  | Клубово           | деревня | 0         | Щучейское сельское поселение      |
| 45  | Ковали            | деревня | 0         | Новосёлковское сельское поселение |
| 46  | Козлово           | деревня | 5         | Щучейское сельское поселение      |
| 47  | Козлово 1         | деревня | 5         | Жарковское сельское поселение     |
| 48  | Козлово 2         | деревня | 0         | Жарковское сельское поселение     |
| 49  | Комарово          | деревня | 1         | Щучейское сельское поселение      |
| 50  | Коровино          | деревня | 30        | Щучейское сельское поселение      |
| 51  | Королевщина       | деревня | 130       | Новосёлковское сельское поселение |
| 52  | Костино           | деревня | 71        | Новосёлковское сельское поселение |
| 53  | Котовщина         | деревня | 0         | Новосёлковское сельское поселение |
| 54  | Кривая            | посёлок | 287       | посёлок Жарковский                |
| 55  | Кривая Лука       | посёлок | 70        | Новосёлковское сельское поселение |
| 56  | Крутик            | деревня | 1         | Щучейское сельское поселение      |
| 57  | Крутой Ручей      | деревня | 1         | Новосёлковское сельское поселение |
| 58  | Леоновщина        | деревня | 10        | Новосёлковское сельское поселение |
| 59  | Ломоносово        | деревня | 0         | Щучейское сельское поселение      |
| 60  | Лонна             | деревня | 0         | Жарковское сельское поселение     |
| 61  | Лорино            | деревня | 0         | Щучейское сельское поселение      |
| 62  | Лукьяново         | деревня | 17        | Жарковское сельское поселение     |
| 63  | Лучане            | деревня | 0         | Новосёлковское сельское поселение |
| 64  | Малая Железница   | деревня | 1         | Новосёлковское сельское поселение |
| 65  | Михалево          | деревня | 1         | Новосёлковское сельское поселение |
| 66  | Морзино           | деревня | 1         | Щучейское сельское поселение      |
| 67  | Морозово          | деревня | 1         | Щучейское сельское поселение      |
| 68  | Надобица          | деревня | 7         | Щучейское сельское поселение      |
| 69  | Нешково           | деревня | 6         | Новосёлковское сельское поселение |
| 70  | Новая             | деревня | 5         | Щучейское сельское поселение      |
| 71  | Новоселки         | посёлок | 239       | Новосёлковское сельское поселение |
| 72  | Новый Двор        | деревня | 32        | Жарковское сельское поселение     |
| 73  | Обухово           | деревня | 6         | Жарковское сельское поселение     |
| 74  | Озеры             | деревня | 0         | Жарковское сельское поселение     |
| 75  | Ордынок           | посёлок | 29        | Щучейское сельское поселение      |
| 76  | Ореховщина        | деревня | 1         | Новосёлковское сельское поселение |
| 77  | Пенное            | деревня | 0         | Новосёлковское сельское поселение |
| 78  | Плавенки          | деревня | 0         | Новосёлковское сельское поселение |
| 79  | Полоска           | деревня | #Н/Д      | Новосёлковское сельское поселение |
| 80  | Полосы            | деревня | 25        | Новосёлковское сельское поселение |
| 81  | Пригарино         | деревня | 0         | Щучейское сельское поселение      |
| 82  | Прохоренки        | деревня | 9         | Жарковское сельское поселение     |
| 83  | Прудок            | деревня | 7         | Новосёлковское сельское поселение |
| 84  | Прусохово         | деревня | 5         | Щучейское сельское поселение      |
| 85  | Пустошка          | посёлок | 6         | Жарковское сельское поселение     |
| 86  | Путленки          | деревня | 6         | Новосёлковское сельское поселение |
| 87  | Рудня             | деревня | 11        | Жарковское сельское поселение     |
| 88  | Рыжково           | деревня | 0         | Щучейское сельское поселение      |
| 89  | Рысное            | деревня | 0         | Щучейское сельское поселение      |
| 90  | Селище            | деревня | 1         | Новосёлковское сельское поселение |
| 91  | Сорокино          | деревня | 0         | Жарковское сельское поселение     |
| 92  | Станы             | деревня | 32        | Щучейское сельское поселение      |
| 93  | Студенец          | деревня | 1         | Новосёлковское сельское поселение |
| 94  | Сыр               | деревня | 26        | Новосёлковское сельское поселение |
| 95  | Сырово            | деревня | 13        | Новосёлковское сельское поселение |
| 96  | Сычево            | деревня | 17        | Новосёлковское сельское поселение |
| 97  | Таборище          | деревня | 1         | Жарковское сельское поселение     |
| 98  | Троицкое          | деревня | 33        | Щучейское сельское поселение      |
| 99  | Уплохово          | деревня | 10        | Щучейское сельское поселение      |
| 100 | Устье             | деревня | 0         | Жарковское сельское поселение     |
| 101 | Фадеенки          | деревня | 1         | Новосёлковское сельское поселение |
| 102 | Черетное          | деревня | 37        | Щучейское сельское поселение      |
| 103 | Шамши             | деревня | 1         | Щучейское сельское поселение      |
| 104 | Шихотово          | деревня | 1         | Щучейское сельское поселение      |
| 105 | Щучье             | деревня | 216       | Щучейское сельское поселение      |

Упразднённые населённые пункты:
- 1999 год — деревни Болихино, Заварзы, Клопцово, Туколово Гороватского сельского округа[30]

## Транспорт
Связь района по железной дороге — ветка «Земцы—Жарковский», автотранспортом — дорога «Западная Двина—Жарковский».дорога Смоленск-Жарковский

## Достопримечательности
- Список памятников культурного наследия Жарковского района в Викигиде